# インフルエンサー
インフルエンサー（英: influencer）とは、SNS等で世間に与える影響力が大きく、ビジネスとして情報発信している人物のこと。
昨今では、ビジネス、マーケティング以外で、詳しい分野の情報を発信する者を称してインフルエンサーという認識もされている。

## 概要
英語で "influencer" は、日本語で「影響者」を意味している。
発信する情報を企業などが活用して宣伝することをインフルエンサー・マーケティング（SNSマーケティング）と呼んでいる。
従来の有名人やタレントといった知名度があって多数のフォロワー数を持つインフルエンサーと比べ、フォロワーが相対的に少なく万単位に満たない場合や、得意とする分野・ジャンルに特化した発信をしている場合は、マイクロインフルエンサーと呼ばれる場合がある。
ブログ利用者が急増した2007年頃から頻繁に使用される言葉になった。ブログ利用者の中には、数千〜数万の読者を持つカリスマブロガーなどと呼ばれる人物が現れ、その人物が発信した情報が数十万人単位に広まり、大きな宣伝効果を持つようになった。そのことが、購買行動に影響を与えるようになった。2010年頃には、企業側がインフルエンサーを活用した宣伝、インフルエンサー・マーケティングに取り組むようになっていった。
インフルエンサー・マーケティングが成立した背景には、ジャーナリストのマルコム・グラッドウェルが、2002年に発表した『急に売れ始めるにはワケがある ネットワーク理論が明らかにする口コミの法則』がベストセラーになったこともあって、広告よりも口コミの方が顧客獲得単価が高いという認識が、産業界に広まったことがある。
このような背景から、個人や企業のアカウントの発信力を高めるために「INSTA LIKE」のようなフォロワーを増やすSNSマーケティング事業・サービスも登場してきている。
しかし、インフルエンサーはあくまで個人に過ぎず、その言動を企業が制御することが出来ない。そのため、インフルエンサーの不適切な言動によって、製品のブランドイメージに傷がつくこともあり、マーケティング手法としては諸刃の剣になりうる。また、インフルエンサーと企業との関係によっては、ステルスマーケティングとの線引きが難しいケースがあり、法律による規制の対象となりうる。ステマ規制が新たに施行される予定で、インフルエンサーが企業からお金をもらって投稿する場合は、「広告」などの表示を行う必要がある。
また、広告業界の自主規制ルールとしてWOMJガイドラインが定められている。
法的拘束力はないものの、広告業界の自主ルールとなっており、線引きに悩むケースについては、こちらを参照するのが一般的である。
三省堂が開催している今年の新語の2017年度、第2位に選ばれた。
2011年以降は、YouTuberをインフルエンサーとして活用した「インフルエンサー・マーケティング」が目立つようになり、2017年には最大手であるUUUMが、東京証券取引所の東証マザーズに上場した。
なおフランスの世界的な調査会社であるイプソス社は、各国でどんな職業の人間が信頼されているかの国際意識調査を実施している。ここでは、32カ国、21の職業について調べた結果でインフルエンサーは特に先進国で信頼度が最も低い職業とされる。

## 企業での活用
就職活動において、インフルエンサー採用枠を取り入れる企業が増えてきている。若年層のインフルエンサーが対象とされ、SNSでのフォロワーが一定数超えているなどの条件がある。そうした人物を採用することで、企業の情報をインフルエンサーの発信力をいかして、消費者への企業情報や製品の認知が広まることを目的としている。
TOKYO BASE（セレクトショップ運営企業）が18年卒を対象とした採用では、実際に約50人の内定者のうちインフルエンサー採用枠として1人を採用した。この採用では、インスタグラムで2,000人以上、もしくはZOZOテクノロジーズが提供するファッションコーディネートアプリ「WEAR」において1,000人以上のフォロワーが存在することで、書類審査や1次面接が免除された。